# 오리온

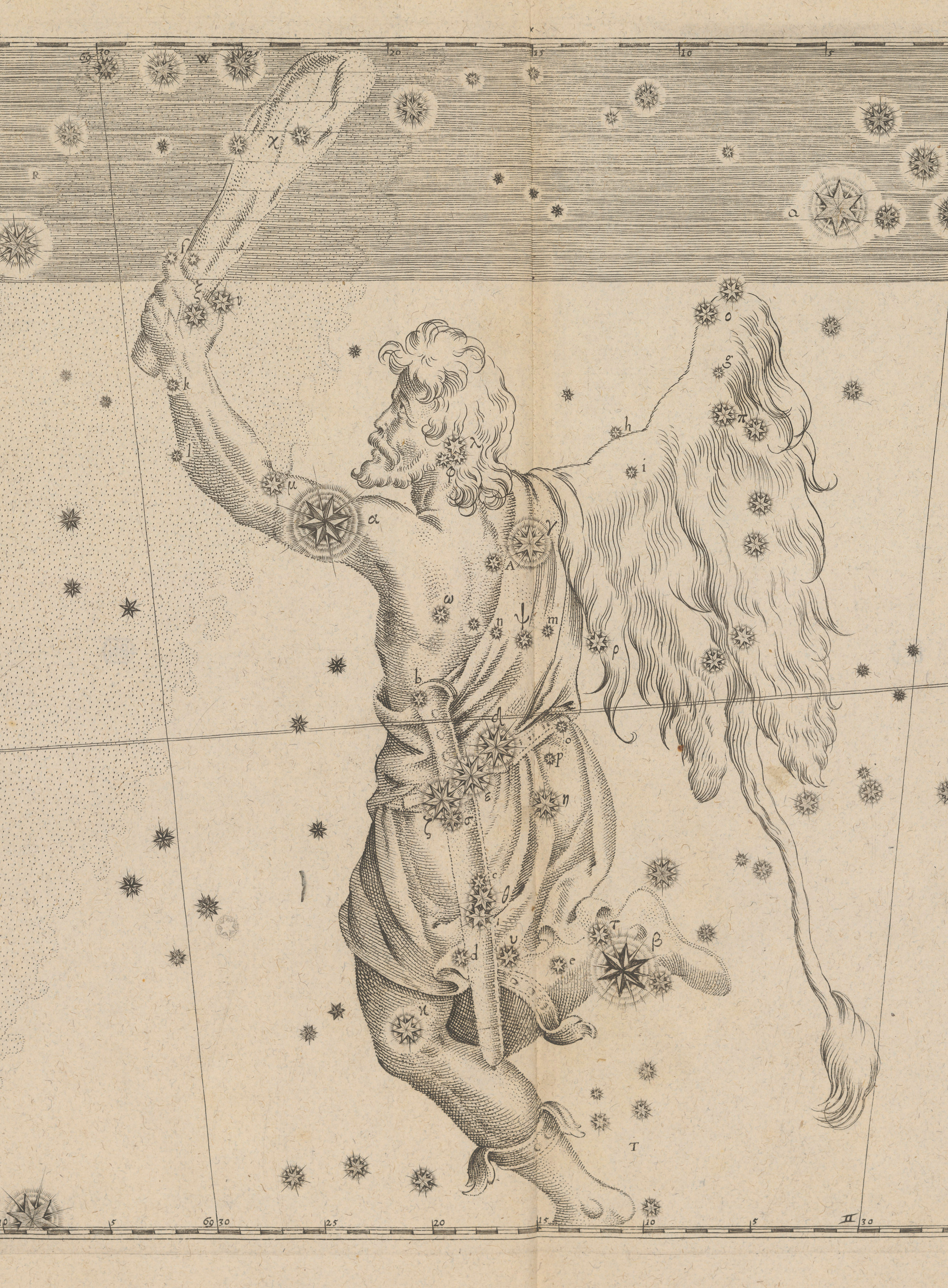
요한 바이어의 우라노메트리아, 1603년판 오리온자리 삽화 (미국 해군 천문대 도서관)

그리스 신화에서 오리온(그리스어: Ωρίων 또는 Ὠαρίων, 라틴어: Orion 영어: [ɒˈraɪən])은 거인 사냥꾼으로, 제우스 (혹은 아르테미스)가 그를 별들 사이에 두어 오리온자리를 형성했다.
고대 문헌에는 오리온에 대한 여러 가지 이야기가 전해진다. 그의 탄생에 대한 두 가지 주요 버전과 그의 죽음에 대한 여러 버전이 있다. 가장 중요하게 기록된 일화들은 보이오티아현에서의 탄생, 히오스섬 방문에서 메로페를 만나 강간한 일, 메로페의 아버지에 의해 눈이 멀게 된 일, 림노스섬에서 시력을 회복한 일, 크레타에서 아르테미스와 함께 사냥한 일, 아르테미스의 활 또는 거대한 전갈의 독침으로 죽음을 맞이하고 그 전갈이 전갈자리가 된 일, 그리고 하늘로 올려진 일 등이다. 대부분의 고대 문헌들은 이 일화들 중 일부를 생략하거나 단 하나만 전하기도 한다. 이러한 다양한 사건들은 원래 독립적이고 관련 없는 이야기였을 수 있으며, 생략이 단순한 간결성 때문인지 아니면 실제적인 불일치를 나타내는지는 알 수 없다.
그리스 문학에서 그는 호메로스의 서사시 오디세이아에서 위대한 사냥꾼으로 처음 등장하는데, 오디세우스가 명계에서 그의 혼령을 본다. 오리온 이야기의 기본적인 내용은 헬레니즘 시대와 로마 시대의 신화 수집가들에 의해 전해지지만, 예를 들어 로도스의 아폴로니오스의 아르고나우티카나 에우리피데스의 메데이아와 비교할 만한 그의 모험에 대한 현존하는 문학적 버전은 없다. 오비디우스의 행사력 5월 11일 항목에는 오리온의 탄생에 대한 시가 있지만, 그것은 단 하나의 이야기에 대한 한 버전일 뿐이다. 남아 있는 전설의 파편들은 그리스 선사 시대와 신화에 대한 추측에 비옥한 토지를 제공해 왔다.
오리온은 고대 그리스 문화에서 여러 역할을 수행했다. 사냥꾼 오리온의 모험 이야기는 가장 많은 증거가 있는 이야기지만 (그마저도 많지 않다), 그는 같은 이름의 별자리를 의인화한 존재이기도 하다. 그는 보이오티아 지역에서 그리스적 의미의 영웅으로 숭배되었고, 오리온이 시칠리아 해협의 현재 모습을 만든 책임이 있다는 원인론적 구절도 있다.

## 전설

### 호메로스와 헤시오도스
오리온은 현존하는 가장 오래된 그리스 문학 작품에 언급되는데, 이 작품들은 기원전 7세기 또는 8세기경으로 거슬러 올라가지만, 수세기 전부터 구전되어 온 전통의 산물이다. 호메로스의 일리아스에서 오리온은 별자리로 묘사되며, 별 시리우스는 그의 개로 언급된다. 오디세이아에서 오리온은 본질적으로 사냥에서 인간 탁월함의 정점으로 묘사된다. 오디세우스는 저승에서 그가 청동 곤봉으로 사냥하는 모습을 보았는데, 그는 위대한 짐승 사냥꾼이었다. 일부 전설에서 오리온은 세상에 존재하는 모든 동물을 사냥할 수 있다고 주장한다. 그는 또한 별자리로, 새벽의 여신의 연인으로, 아르테미스에게 살해된 존재로, 그리고 땅에서 태어난 자들 중 가장 잘생긴 자로 언급된다. 헤시오도스의 일과 날에서 오리온은 또한 별자리로, 태양과 함께 뜨고 지는 것이 한 해를 계산하는 데 사용된다.

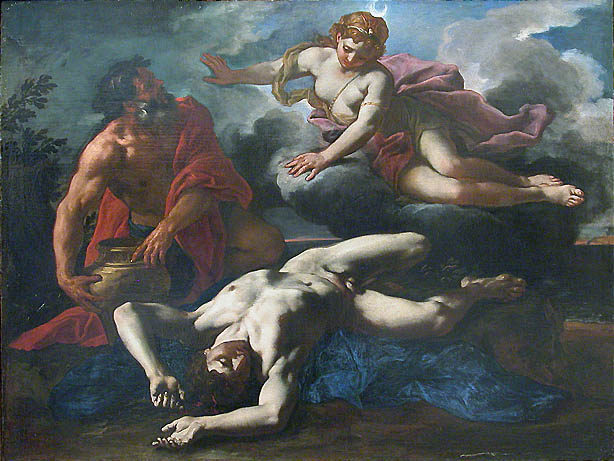
다니엘 자이터의 1685년 회화, 디아나가 오리온의 시신 위에 서 있는 모습, 그가 하늘에 놓이기 전

오리온의 전설은 아마도 헤시오도스의 미발표 작품인 아스트로노미아에 실렸을 것이다. 이 버전은 에라토스테네스의 실전된 작품인 카타스테리스미의 요약을 통해 알려져 있다. 이 요약에 따르면, 오리온은 바다의 신 포세이돈과 크레타의 왕 미노스의 딸 에우뤼알레의 아들이었다. 오리온은 아버지 덕분에 파도 위를 걸을 수 있었다. 그는 히오스섬으로 가서 술에 취해 그곳의 지배자 오이노피온의 딸 메로페를 강간했다. 복수로 오이노피온은 오리온의 눈을 멀게 하고 그를 쫓아냈다. 오리온은 비틀거리며 림노스섬으로 갔고, 그곳에는 대장장이 신 헤파이스토스의 대장간이 있었다. 헤파이스토스는 그의 종 케달리온에게 오리온을 동쪽 끝까지 안내하라고 말했고, 그곳에서 태양의 신 헬리오스가 그를 치료해 주었다. 오리온은 케달리온을 어깨에 메고 다녔다. 오리온은 오이노피온을 벌하기 위해 히오스섬으로 돌아갔지만, 왕은 땅속에 숨어 오리온의 분노를 피했다. 오리온의 다음 여정은 크레타로 이어졌고, 그곳에서 그는 여신 아르테미스와 그녀의 어머니 레토와 함께 사냥했으며, 사냥 중에 지구상의 모든 짐승을 죽이겠다고 위협했다. 가이아 (일부 버전에서는 여동생과 남자와의 관계를 못마땅해한 아폴론)는 반대하며 거대한 전갈을 보내 오리온을 죽이게 했다. 그 전갈은 성공했고, 오리온이 죽은 후, 여신들은 제우스에게 오리온을 별자리들 사이에 놓아달라고 요청했다. 제우스는 동의했고, 오리온의 죽음을 기념하여 전갈을 하늘에도 추가했다.

### 다른 자료
오리온은 호메로스의 두 서사시와 일과 날에 몇 줄만 등장하지만, 그에 대한 대부분의 이야기는 부수적인 암시와 상당히 모호한 후기 문헌에 기록되어 있다. 위대한 시인들은 전설을 표준화하지 않았다. 오리온 전설의 고대 자료는 대부분 고대 시인의 여백에 있는 주석(스키올리아)이나 후대 학자들의 편집물, 즉 현대 참고 문헌이나 백과사전과 같은 것들이다. 헤시오도스의 아스트로노미아에서 전해지는 전설조차도 그러한 편집물 중 하나에만 남아 있다.
황후 아일리아 에우도키아의 일리아스 사본 여백에는 헬레니즘 시인의 다른 오리온 탄생 이야기를 요약한 주석이 있다. 여기서는 신들 제우스, 헤르메스, 포세이돈이 타나그라의 히리에우스를 방문하는데, 히리에우스는 그들을 위해 황소 한 마리를 통째로 구워준다. 신들이 그에게 소원을 들어주겠다고 하자, 그는 아들들을 낳아달라고 요청한다. 신들은 황소 가죽을 가져와 그 안에 소변을 보고 땅에 묻은 다음, 10개월 후에 파내라고 말한다. 그가 파냈을 때, 그는 오리온을 발견한다. 이것이 오리온이 땅에서 태어난 이유를 설명한다.
두 번째 완전한 이야기 (아스트로노미아 요약보다도 짧다)는 로마 시대 신화집에 실려 있다. 오리온에 대한 설명은 주로 신화학자이자 시인인 아테네의 페레키데스에 기반을 둔다. 여기서 오리온은 땅에서 태어났으며 거대한 체구를 가졌다고 묘사된다. 이 버전 또한 포세이돈과 에우뤼알레를 그의 부모로 언급한다. 메로페와의 결혼 전에 시데와의 첫 결혼을 추가한다. 시데에 대해 알려진 것은 헤라가 미모를 겨룬 것에 대한 복수로 그녀를 하데스로 던져버렸다는 것뿐이다. 또한 일리아스와는 다른 오리온의 죽음 버전을 제공한다. 에오스, 즉 새벽의 여신이 오리온과 사랑에 빠져 그를 델로스섬으로 데려갔고, 그곳에서 아르테미스가 그를 죽였다.
별자리에 대한 또 다른 서사, 세 단락 길이의 내용은 히기누스의 이름으로 우리에게 전해지는 라틴어 작가의 간략한 기록에서 온다. 이 내용은 오리온의 탄생에 대한 소가죽 이야기로 시작하며, 이 자료는 칼리마코스와 아리스토마쿠스에게서 유래했다고 보며, 장소는 테베 또는 히오스섬으로 설정한다. 히기누스는 두 가지 버전을 가지고 있다. 그 중 하나에서는 포세이돈을 생략한다. 현대 비평가는 이것이 원본 버전일 것이라고 제안한다.
같은 출처는 오리온의 죽음에 대한 두 가지 이야기를 전한다. 첫째는 그가 오이노피온과 "너무 지나친 우정으로 함께 살았기" 때문에 아르테미스와 레토에게 지구에서 나오는 어떤 것도 죽일 수 있다고 자랑했다는 것이다. 가이아 (그리스 신화에서 대지를 의인화한 존재)는 반대하여 전갈을 만들었다. 두 번째 이야기에서는 아폴론이 아르테미스에 대한 오리온의 사랑을 질투하여 아르테미스가 그를 죽이도록 했다. 멀리 바다에서 오리온이 수영하는 것을 본 아폴론은 아르테미스가 물속의 저 검은 것을 맞출 수 없을 것이라고 말했다. 도전을 느낀 아르테미스는 화살을 정확히 쏘아 오리온을 죽였다. 오리온의 시신이 해변으로 밀려오자 그녀는 많은 눈물을 흘렸고, 오리온을 별들 사이에 놓기로 결정했다. 그는 오리온을 단순히 전갈자리뿐만 아니라 여러 별자리와 연결시킨다. 오리온은 플레이오네, 즉 플레이아데스의 어머니를 7년 동안 쫓았고, 제우스가 개입하여 그들 모두를 별들로 올려주었다. 일과 날에서는 오리온이 플레이아데스 그 자체를 쫓는다. 작은개자리와 큰개자리는 그의 개이며, 앞에 있는 개는 프로키온이라 불린다. 그들은 토끼를 쫓는데, 히기누스는 일부 비평가들이 이것을 고귀한 오리온에게 너무 저속한 먹잇감이라고 생각하여 그가 대신 황소를 추격한다고 말한다. 르네상스 시대 신화학자는 오리온의 개들에 대한 다른 이름을 추가한다: 류코멜라이나, 마이라, 드로미스, 키세타, 람푸리스, 리코크토노스, 프토오파구스, 아르크토포노스.

### 변이
다른 작가들에게는 수많은 변이형이 있다. 이들 대부분은 시와 스키올리아에 우연히 언급된 것들이다. 로마 시인 베르길리우스는 오리온을 에게해를 거닐며 파도가 어깨에 부딪히는 거인으로 묘사하며, 신화학자들이 말하는 것처럼 물 위를 걷는 것이 아니다. 히리에우스를 오리온의 아버지로 언급하는 여러 자료들은 그를 보이오티아현의 여러 장소, 특히 히리아와 연결시킨다. 이는 히리에우스가 아마도 히리아의 이름을 딴 사람이기 때문에 원래 이야기일 가능성이 높다(최초로 증명된 것은 아니지만). 그는 또한 오이네우스라고도 불리지만, 칼리돈의 오이네우스는 아니다. 다른 고대 주석들은 헤시오도스처럼 오리온이 포세이돈의 아들이고 그의 어머니는 미노스의 딸이라고 말하지만, 그들은 그 딸을 브릴레 또는 히엘레스라고 부른다. 아르테미스가 오리온을 죽인 두 가지 버전이 있는데, 하나는 그녀의 화살로, 다른 하나는 전갈을 만들어낸다. 두 번째 변형에서는 헤시오도스처럼 오리온이 전갈의 독침으로 죽는다. 어떤 버전에서도 오리온이 전갈을 물리치지는 않지만, 여러 변형에서는 전갈이 상처로 죽는다. 아르테미스에게는 다양한 동기가 부여된다. 하나는 오리온이 짐승 사냥을 자랑하고 그녀에게 원반 시합을 제안했다는 것이다. 다른 하나는 그가 아르테미스 자신이나 그녀의 사냥꾼 무리 중 우피스/오피스라는 히페르보레아인 처녀를 폭행했다는 것이다. 아라토스의 천문학에 나오는 간략한 묘사는 신화의 요소들을 혼합한다. 아라토스에 따르면, 오리온은 히오스에서 사냥을 하던 중 아르테미스를 공격하고, 그곳에서 전갈이 그를 죽인다. 니칸데르는 그의 테리아카에서 전갈이 보통 크기이며 작은 (oligos) 돌 밑에 숨어 있다고 묘사한다. 오리온의 죽음 이후 이야기가 이어지는 대부분의 버전은 신들이 오리온과 전갈을 별들로 올려놓는다는 내용이지만, 여기에도 변이형이 존재한다. 고대 시인들은 아스클레피오스가 죽음에서 되살려낸 인물에 대해 크게 의견이 달랐다. 아르고스의 서사시인 텔레사르쿠스는 아스클레피오스가 오리온을 부활시켰다고 스키올리아에서 언급되었다. 다른 고대 권위자들은 오이노피온에게 눈이 멀게 된 오리온을 아스클레피오스가 치료했다고 익명으로 언급된다.
오리온과 오이노피온의 이야기도 다양하다. 한 자료는 메로페를 오이노피온의 딸이 아닌 그의 아내로 언급한다. 다른 자료는 메로페를 오이노피온의 딸이 아닌 미노스의 딸로 언급한다. 가장 긴 버전 (로브 판본 한 페이지 분량)은 알렉산드리아 시인이 로마의 코르넬리우스 갈루스가 라틴어 운문으로 만들도록 구성한 멜로드라마적인 줄거리 모음집에서 나온다. 이 이야기는 오리온이 히오스의 야수를 죽이고 다른 주민들의 재물을 약탈하여 오이노피온의 딸(아이레오 또는 레이로라고 불림)을 위한 신부 대가를 마련하는 내용을 묘사한다. 오이노피온은 오리온 같은 사람에게 딸을 결혼시키려 하지 않았고, 결국 오리온은 좌절하여 그녀의 침실에 침입하여 강간한다. 이 텍스트는 오이노피온이 그 자리에서 그를 눈멀게 했음을 암시한다.

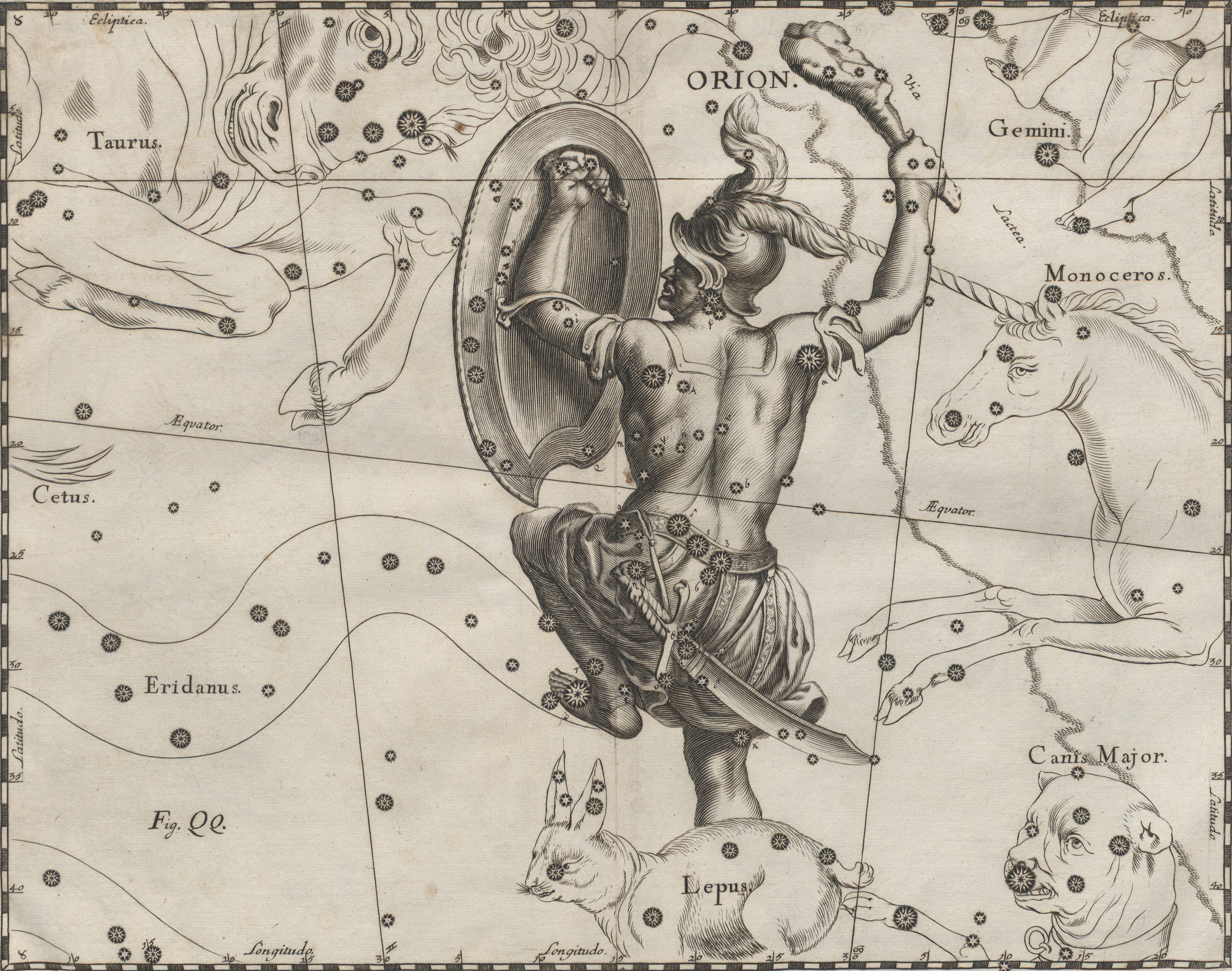
요하네스 헤벨리우스는 1690년에 그의 천체 목록인 우라노그라피아에 오리온자리를 그렸다.

루키아노스는 이상적인 건물에 대한 수사적 묘사에 오리온 그림을 포함시켰는데, 오리온은 근처 렘노스와 케달리온을 어깨에 메고 떠오르는 태양을 향해 걸어가고 있다. 그는 그곳에서 시력을 회복하고 헤파이스토스는 여전히 배경에서 지켜보고 있다.
다음 그림은 오리온의 고대 이야기를 다룬다. 그는 맹인이며, 어깨에는 시야 없는 눈을 동쪽으로 향하게 하는 케달리온을 메고 있다. 떠오르는 태양이 그의 병을 치유하고, 렘노스에는 헤파이스토스가 치료를 지켜보고 서 있다.

라틴어 자료에서는 오이노피온이 디오니소스의 아들이라고 덧붙인다. 디오니소스는 사티로스를 보내 오리온을 깊은 잠에 빠뜨려 눈을 멀게 할 수 있도록 했다. 한 자료는 같은 이야기를 전하지만 오이노피온을 크레타의 미노스로 바꾼다. 이 자료는 오라클이 오리온에게 동쪽으로 걸어가면 시력을 회복할 수 있다고 말했고, 그가 키클롭스의 망치 소리를 듣고 길을 찾았으며, 키클롭스를 어깨에 멘 안내자로 두었다고 덧붙인다. 이 자료는 카베이리나 렘노스를 언급하지 않는데, 이는 아마도 케달리온 이야기가 재구성된 것으로 보인다. 헤파이스토스와 키클롭스 모두 번개를 만들었다고 전해지며, 다른 자료에서는 이들이 결합되어 나타난다. 한 라틴어 시에 대한 스키올리아는 헤파이스토스가 오리온에게 말을 주었다고 설명한다.
조반니 보카치오는 실전된 라틴어 작가를 인용하여 오리온과 칸디오페가 시칠리아의 왕 오이노피온의 아들과 딸이었다는 이야기를 전한다. 처녀 사냥꾼 오리온이 동굴에서 잠들어 있을 때, 비너스가 그를 유혹했다. 그가 동굴을 나설 때, 그는 그의 누이가 그 앞에서 빛나며 지나가는 것을 보았다. 그는 그녀를 강간했고, 그의 아버지가 이 소식을 듣자 그를 추방했다. 오리온은 동쪽으로 가면 왕권의 영광을 되찾을 수 있다고 말하는 신탁을 받았다. 오리온, 칸디오페, 그리고 그들의 아들 히폴로그스는 "시칠리아에서 동쪽으로 떨어진 지방"인 트라키아로 항해했다. 그곳에서 그는 주민들을 정복하고 넵튠의 아들로 알려지게 되었다. 그의 아들은 스타티우스에 언급된 드리아스를 낳았다.

## 숭배와 대중적 평가
고대 그리스에서 오리온은 보이오티아현 지역에서 영웅 숭배를 받았다. 그의 탄생과 관련된 장소의 수는 그것이 널리 퍼져 있었음을 시사한다. 가장 자주 언급되는 히리아는 타나그라의 영토에 있었다. 오리온 축제는 로마 제국 시대까지 타나그라에서 열렸다. 그들은 오리온의 무덤을 가지고 있었는데 아마도 케리키우스 산(현재 타나그라 산) 기슭에 있었을 것이다. 모리스 보우라는 오리온이 디오스쿠로이가 도리스인들에게 그랬던 것처럼 보이오티아인들의 민족 영웅이었다고 주장한다. 그는 코로네이아 전투에 대한 아테네 비문에 이 주장을 근거로 삼는데, 이 비문에서 한 영웅이 보이오티아군에 신탁을 내린 다음 그들 편에서 싸워 아테네인들을 물리쳤다.
보이오티아현 서사시 학파는 주로 신들과 영웅들의 족보에 관심을 가졌고, 후대 작가들은 이 망을 정교화했다. 여러 다른 신화들도 이런 식으로 오리온과 연결되어 있다. 보이오티아 시인 코리나의 파피루스 조각은 오리온에게 50명의 아들(전통적인 숫자)이 있었다고 전한다. 여기에는 신들에게 납치된 아소포스의 딸들에 대해 아소포스에게 응답한 신탁 영웅 아크라이펜도 포함된다. 코리나는 오리온이 새벽의 모든 땅을 정복하고 이름을 붙였다고 노래했다. 보우라는 오리온이 다른 신전에서 신탁을 내린 것으로도 믿어졌다고 주장한다. 히기누스는 힐라스의 어머니가 오리온의 딸 메노디케였다고 말한다. 또 다른 신화학자 리베랄리스는 오리온의 딸들인 메니페와 메티오케가 나라를 위해 스스로를 희생했고 혜성으로 변했다고 전한다.

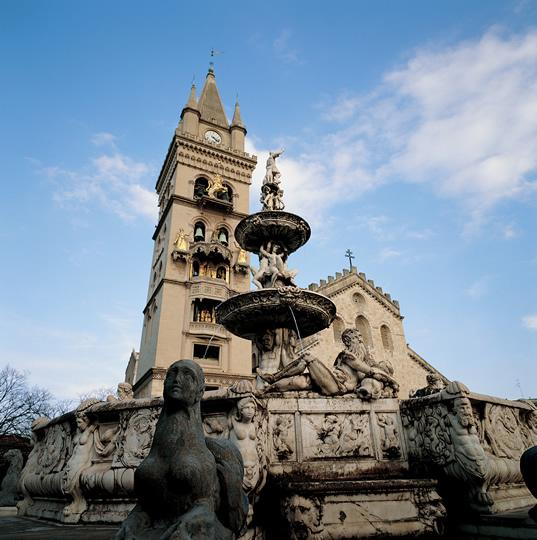
메시나의 오리온 분수

오리온은 메시나 시와도 원인론적인 연관이 있다. 디오도로스 시켈로스는 자신의 시대(아우구스투스 통치 초기)까지의 세계사를 저술했다. 그는 신들과 영웅들로 시작한다. 이 부분의 끝에서 그는 오리온의 이야기와 시칠리아에서의 그의 위대한 토목 공사에 대한 두 가지 놀라운 이야기를 전한다. 하나는 그가 잔클레(메시나의 옛 이름)의 설립자인 잔클루스를 도와 항구를 형성하는 곶을 건설했다는 내용이다. 다른 하나는 디오도로스가 헤시오도스에게 돌리는 것으로, 한때 시칠리아와 본토 사이에 넓은 바다가 있었다고 전한다. 오리온은 전체 펠로리스, 푼타 델 파로, 그리고 끝에 있는 포세이돈 신전을 건설한 후 에비아섬에 정착했다. 그는 "하늘의 별들 사이에 기록되어 불멸의 명성을 얻었다." 메시나 출신의 르네상스 역사가이자 수학자인 프란체스코 마우롤리코는 현재 메시나 대성당 근처에서 오리온 신전 유적을 발견했다. 마우롤리코는 또한 조각가 조반니 안젤로 몬토르솔리가 1547년에 제작한 화려한 분수를 설계했는데, 여기서 오리온은 중앙 인물로서 카를 5세 황제를 상징하며, 그 역시 바다의 지배자이자 메시나의 복원자였다. 오리온은 여전히 도시의 인기 있는 상징이다.
고전 예술에서 오리온의 이미지는 알아보기 어렵고, 명확한 예는 드물다. 곤봉을 든 사냥꾼의 고대 그리스 이미지 중 오리온을 나타낼 수 있는 것이 몇몇 있지만, 이러한 일반적인 예들은 전형적인 "사냥꾼" 또는 심지어 헤라클레스를 나타낼 수도 있다. 다른 그리스 예술이 오리온 신화의 특정 측면을 나타낸다는 주장도 제기되었다. 이러한 유형의 전통은 기원전 5세기 그리스 도예에서 발견되었는데, 존 비즐리는 델리아 야자수를 손에 든 아폴론이 아르테미스를 강간하려 한 오리온에게 복수하는 장면을 확인했으며, 다른 학자는 오리온이 아르테미스를 공격하고 아르테미스가 뱀(전갈의 상대)에게 복수하는 장면을 장례식 그룹에서 확인했는데, 이는 범죄자 오리온조차도 불멸이 될 수 있다는 희망을 상징한다고 하며, 또한 케팔로스가 오리온과 그의 별자리를 나타내는 것으로 보이는 천문학적 장면도 이러한 도상학 체계를 반영한다고 본다. 또한, 타란토의 무덤 프리즈( 기원전 300년경c.)는 오리온이 오피스를 공격하는 모습을 보여줄 수 있다. 그러나 고전 예술에서 오리온의 가장 오래된 현존하는 명확한 묘사는 로마 시대의 것으로, 에스퀼리노 언덕에서 발견된 오디세이아의 명계 장면 묘사(기원전 50–40년)에서 비롯되었다. 오리온은 또한 4세기 바스릴리프에도 나타나며, 현재는 나폴리의 포르토 지역 벽에 부착되어 있다. 오리온자리는 항해 시즌이 끝나는 11월에 뜨며, 폭풍우와 관련이 있었다. 그리고 이러한 특징은 신화 속 오리온에게까지 확장되었다. 이 바스릴리프는 도시의 선원들과 관련이 있을 수 있다.

## 해석

### 르네상스

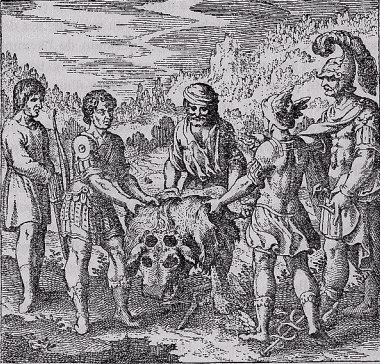
아폴로, 불칸, 머큐리가 세 명의 아버지("철학자의 아이")가 있는 오리온을 비유적으로 임신하는 모습. 예술가는 왼쪽에, 마르스는 오른쪽에 서 있다. 1617년 출판.

신화학자들은 적어도 고전학의 르네상스 이래로 오리온을 논해왔다. 르네상스 시대의 해석은 알레고리적이었다. 14세기에 보카치오는 소가죽 이야기를 인간의 임신으로 해석했다. 가죽은 자궁, 넵튠은 정액의 습기, 주피터는 그 열, 머큐리는 여성의 차가움으로 보았다. 그는 또한 달의 여신에게 살해당한 오리온의 죽음을 달이 겨울 폭풍을 일으키는 것으로 설명했다. 16세기 이탈리아 신화학자 나탈리스 콤스는 오리온의 전체 이야기를 폭풍우 구름의 진화에 대한 알레고리로 해석했다. 공기(제우스), 물(포세이돈), 태양(아폴로)에 의해 생성된 폭풍우 구름은 확산(콤스가 '흘러나오다'를 의미하는 χέω에서 유래한다고 보는 키오스), 상층 대기(콤스가 메로페를 표기하는 아에로페)를 통해 상승하고, 냉각되어(눈이 멀어) 달(아르테미스)에 의해 비로 변한다. 그는 또한 오리온이 바다 위를 걸었던 방식을 설명했다. "물이 희박해진 더 미세한 부분이 표면에 머무르기 때문에, 오리온은 아버지에게서 물 위를 걷는 법을 배웠다고 전해진다." 마찬가지로, 오리온의 탄생은 르네상스 시대뿐만 아니라 연금술 작품에서도 다양한 원천에서 비롯된 철학의 알레고리인 철학자의 아이의 상징이 되었으며, 일부 변형이 있었다. 16세기 독일 연금술사 미하엘 마이어는 아버지를 아폴로, 불칸, 머큐리로 나열하며, 18세기 프랑스 연금술사 앙투안조제프 페르네티는 이들을 주피터, 넵튠, 머큐리로 지정했다.

### 현대
현대 신화학자들은 오리온 이야기를 고대 상류 문화의 간섭 없이 지역 민속과 숭배 관행에 직접 접근하는 방법으로 보았다. 그들 중 몇몇은 각자 자신의 고대 그리스 선사 시대 및 그리스 신화가 그것을 어떻게 나타내는지에 대한 해석을 통해 오리온을 설명했다. 그들 사이에는 몇 가지 공통된 의견이 있다. 예를 들어, 오피스에 대한 공격은 아르테미스에 대한 공격이라는 점이다. 왜냐하면 오피스는 아르테미스의 이름 중 하나이기 때문이다.
19세기 후반에는 보이오티아 영웅들을 단순히 별자리의 의인화로 해석하려는 움직임이 있었다. 그 이후로 오리온 신화가 그에게 이름 붙여진 별자리가 존재하기 전에 존재했다는 광범위한 합의가 이루어졌다. 예를 들어, 호메로스는 사냥꾼 오리온과 별자리 오리온을 언급하지만 결코 둘을 혼동하지 않는다. 오리온이 별자리로 인식되자, 천문학이 다시 신화에 영향을 미쳤다. 시데 이야기는 천문학적 신화의 일부일 수 있다. 그리스어 '시데'는 석류를 의미하는데, 석류는 오리온자리 별자리가 밤하늘에 보이는 동안 열매를 맺는다. 로즈는 그녀가 보이오티아의 시다이와 관련되어 있으며, 석류가 명계의 상징으로서 그녀의 명계 강림과 관련이 있다고 제안한다.
19세기 독일 고전학자 에르빈 로데는 오리온을 그리스인들이 신과 인간 사이의 경계를 지우는 사례로 보았다. 즉, 오리온이 하늘에 있다면 다른 인간들도 그렇게 될 수 있다는 희망을 가질 수 있었다는 것이다.
현대 그리스 신화 연구의 창시자 중 한 명인 헝가리 신화학자 칼 케레니는 그의 저서 "그리스 신들"(1951)에서 오리온에 대해 썼다. 케레니는 오리온을 티탄적인 활력과 범죄성을 지닌 거인으로 묘사하며, 티튀오스나 디오니소스처럼 어머니의 몸 밖에서 태어났다고 본다. 케레니는 메로페가 오이노피온의 아내라는 변형에 큰 비중을 둔다. 그는 이것을 메로페가 오리온의 어머니였다가(후대 세대에 의해 계모로, 현재 형태로 변형된) 잃어버린 신화 형태의 잔재로 본다. 따라서 오리온의 실명은 아에기피우스와 오이디푸스의 실명과 유사하다.
디오니소스 (1976)에서 케레니는 오리온을 미노아 시대부터 살아남은 무당적인 사냥 영웅으로 묘사한다 (따라서 크레타와의 연관성). 케레니는 히리에우스(그리고 히리아)를 고대 사전에서만 남아 있는 크레타 방언 ὕρον hyron, 즉 "벌집"에서 유래한다고 본다. 이 연관성으로부터 그는 오리온을 옛 꿀술 마시는 문화의 대표자로 만들고, 포도주 장인 오이노피온과 오이네우스에게 압도당한다. (그리스어로 "포도주"는 oinos이다.) 폰텐로즈는 오이노피온이 다른 누구보다 먼저 키오스 사람들에게 포도주 만드는 법을 가르쳤다는 자료를 인용한다.
조지프 폰텐로즈는 1981년 "오리온: 사냥꾼과 사냥의 신화"를 저술하여 오리온을 다양한 기괴한 영웅의 표본으로 보여주었다. 폰텐로즈는 그를 쿠 훌린과 비슷하다고 보았는데, 즉 평범한 남자보다 강하고 크며 강력하고 신성한 사냥꾼의 폭력적인 연인이었다. 같은 유형의 다른 영웅으로는 악타이온, 오이노마오스의 아들 류키포스, 케팔로스, 테이레시아스, 그리고 칼리스토의 연인으로서의 제우스가 있다. 폰텐로즈는 또한 아크하트, 아티스, 두무지, 길가메시, 두샨타, 그리고 우샤스의 추적자로서의 프라자파티와 같은 동양적 유사성을 발견한다.
《그리스 신화》(1955)에서 로버트 그레이브스는 오이노피온을 그의 영원한 연왕으로 보는데, 왕이 임기 말에 죽음을 가장하고 대리인을 임명하고, 이 경우 오리온이 실제로 그의 자리에 죽는 단계다. 오리온의 실명은 오디세우스가 키클롭스를 눈멀게 하는 그림에서 가져온 아이코노트로피이며, 순전히 헬레니즘적인 태양 전설과 혼합되어 있다. 즉, 태양 영웅은 황혼에 적들에게 붙잡혀 눈이 멀지만, 새벽에 탈출하여 시력을 회복하고 모든 짐승들이 그를 피해 도망친다. 그레이브스는 신화의 나머지 부분을 다양한 이야기의 혼합으로 본다. 여기에는 길가메시와 전갈인간, 세트가 전갈이 되어 호루스를 죽이는 이야기, 라스 샴라의 아크하트와 야트판 이야기는 물론, 아르테미스 오피스의 여사제들이 오르티기아 섬을 방문한 사람을 죽였을 것이라는 추정적인 이야기도 포함된다. 그는 오리온이 황소 가죽에서 태어난 것을 서아프리카의 비를 내리게 하는 주술과 비교하며, 포세이돈의 아들은 비를 내리게 하는 자여야 한다고 주장한다.

## 문화적 영향
오리온에 대해 거대한 사냥꾼 이상의 이야기를 들려주는 고대 그리스와 로마의 자료들은 대부분 건조하고 모호하지만, 시인들은 그에 대해 쓰고 있다. 아라토스와 베르길리우스의 간략한 구절은 위에서 언급되었다. 핀다로스는 테베의 팡크라티온 선수 멜리소스를 "오리온의 체구를 부여받지 못했지만", 여전히 위대한 힘을 가졌다고 찬양한다.
마르쿠스 툴리우스 키케로는 젊은 시절 아라토스를 번역했다. 그는 오리온 에피소드를 그리스어 원문보다 절반 더 길게 만들었으며, 아라토스의 본문에 전통적인 라틴어 토포스인 광기를 추가했다. 키케로의 아라테아는 단편적인 구절 이상으로 우리에게 전해진 가장 오래된 라틴 시 중 하나이다. 이 에피소드는 서사시가 아닌 시에 짧은 서사시를 포함시키는 기술을 확립했을 수 있다.
오리온은 호라티우스에 의해 언급되는데, 그는 오리온이 디아나/아르테미스의 손에 죽음을 맞이했다고 말한다. 그리고 오비디우스의 행사력 5월 11일(레무리아 축제의 중간 날)에는 오리온 별자리가 태양과 함께 졌다. 오비디우스의 에피소드는 히리에우스와 두 신, 주피터와 넵튠의 이야기를 다루지만, 오비디우스는 절정에 대해 수줍어한다. 오비디우스는 히리에우스를 가난한 사람으로 만들어서 황소 전체를 희생하는 것이 더 관대한 행위임을 강조한다. 그의 사랑의 예술에도 오리온에 대한 단 한 번의 언급이 있는데, 이루어지지 않은 사랑으로 고통받는 자로서 "창백한 오리온은 시데를 찾아 숲을 헤매었다."
스타티우스는 그의 테바이드에서 오리온을 네 번 언급하는데, 두 번은 별자리, 즉 폭풍의 의인화로, 두 번은 테베의 방어자 중 한 명인 타나그라의 드리아스의 조상으로 언급한다. 매우 후기 그리스 서사시인 논노스는 디오니소스의 보이오티아군 목록에서 히리아인들을 언급하며 소가죽 이야기를 간략하게 다룬다.

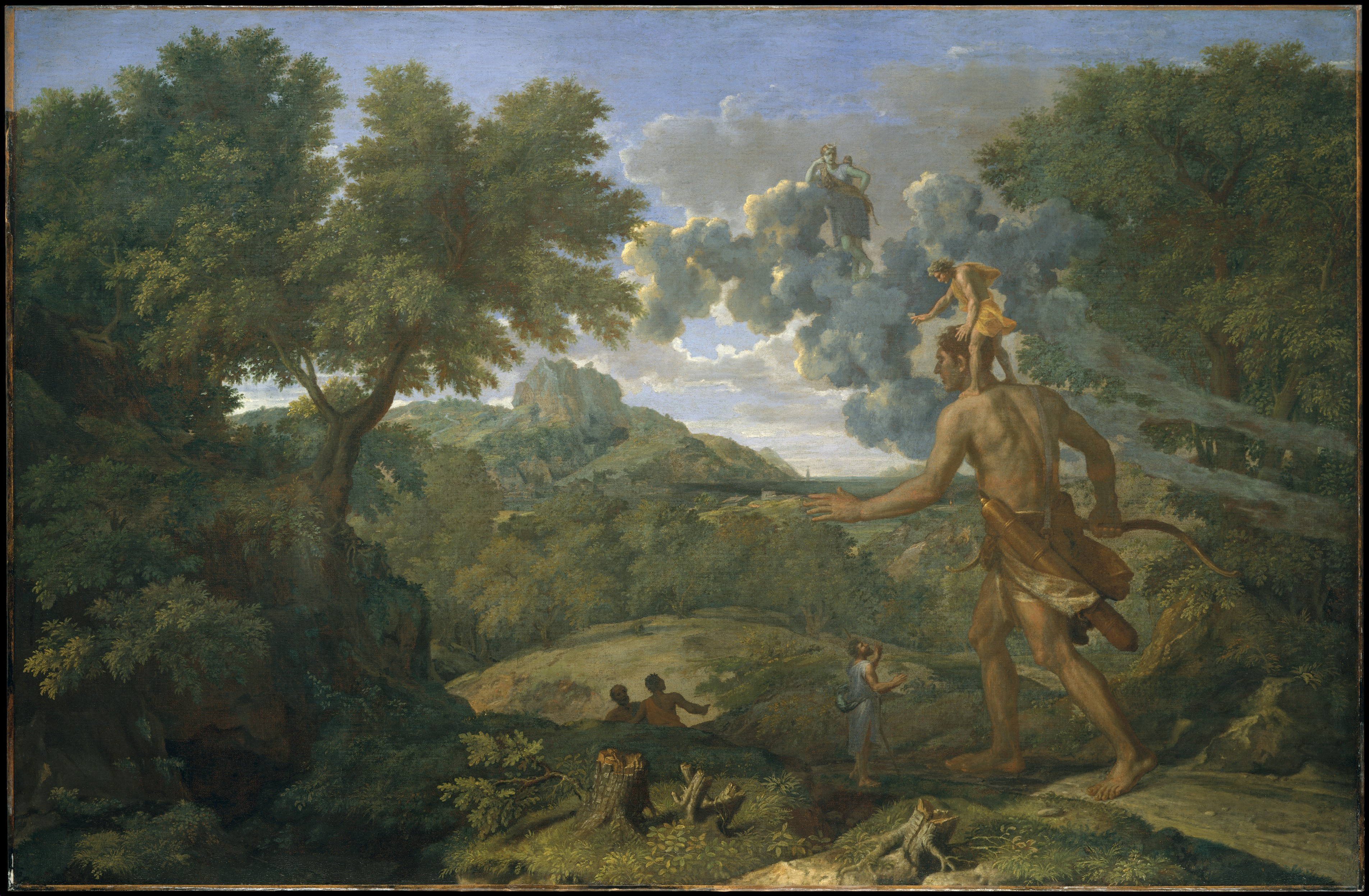
니콜라 푸생 (1658) "태양을 찾는 맹인 오리온이 있는 풍경"

고대 이후의 언급은 비교적 드물다. 17세기 초, 프랑스 조각가 바르텔레미 프리외르는 1600년에서 1611년 사이에 청동상 "오리온과 케달리온"을 주조했다. 이 작품은 오리온이 어깨에 케달리온을 메고 있는 모습으로, 오리온이 시력을 회복하는 고대 전설을 묘사한 것이다. 이 조각상은 현재 루브르 박물관에 전시되어 있다.
니콜라 푸생은 1658년에 2세기 그리스 작가 루키아노스가 묘사한 오리온의 시력 회복 그림을 접한 후 "맹인 오리온이 태양을 찾는 풍경" (Paysage avec Orion aveugle cherchant le soleil)을 그렸다. 푸생은 먹구름을 포함시켰는데, 이는 오리온의 실명이 구름이 걷히고 태양이 드러나는 것처럼 일시적임을 암시하며, 나탈리스 콤스가 오리온을 먹구름으로 해석한 비의적인 해석도 담고 있다. 푸생은 루키아노스를 직접 참고할 필요는 없었을 것이다. 해당 구절은 푸생이 참고한 것으로 알려진 림노스의 필로스트라토스의 "이마기네스"의 삽화가 있는 프랑스어 번역본 주석에 있다. 오스트리아의 다니엘 자이터 (이탈리아 토리노에서 활동)는 1685년경 "오리온의 시신 옆에 있는 디아나" (Diane auprès du cadavre d'Orion)를 그렸는데, 이는 위에 그림으로 실려 있다.
존 키츠는 엔디미온 (1818)에서 "혹은 아침을 갈망하는 맹인 오리온"이라는 구절을 넣었는데, 이는 푸생의 그림에서 영감을 받았다고 여겨진다. 윌리엄 해즐릿은 키츠에게 그 그림을 소개했을 수 있다. 그는 나중에 "니콜라 푸생의 풍경화에 대하여"라는 에세이를 썼고, 이는 테이블 토크, 사람과 매너에 대한 에세이 (1821–2)에 실렸다. 키츠와 해즐릿 다음 세대에 글을 쓴 리처드 헨리 혼은 1843년에 3권 분량의 서사시 오리온을 썼다. 이 시는 적어도 10판까지 나왔고 1928년에 스콜라르티스 프레스에서 재인쇄되었다.
공상 과학 작가 벤 보바는 다섯 편의 소설 시리즈에서 오리온을 다양한 신들의 시간을 여행하는 하인으로 재창조했다. 시리즈의 마지막 권인 올림푸스의 피에서 릭 라이어던은 오리온을 대지의 여신 가이아의 거인 아들들 중 하나로 묘사한다.
이탈리아 작곡가 프란체스코 카발리는 1653년에 오페라 《L'Orione》를 작곡했다. 이 이야기는 그리스의 델로스섬을 배경으로 하며, 디아나의 오리온에 대한 사랑과 그의 경쟁자인 아우로라에 초점을 맞춘다. 디아나는 아폴로의 속임수에 넘어가 오리온을 바다 괴물로 착각한 후에야 그를 쏘아 죽인다. 그 후 그녀는 그의 죽음을 애도하고 저승에서 오리온을 찾다가 그가 하늘로 올려진다. 프랑스 작곡가 루이 드 라 코스트는 1728년에 서정 비극 오리온을 작곡했다. 이번에는 디아나가 오리온을 사랑하지만 그에게 거절당한다. 요한 크리스티안 바흐 ('영국 바흐')는 오페라 《오리온, 또는 복수당한 디아나》를 작곡했고, 1763년 런던 헤이마켓 극장에서 처음 공연되었다. 카스트라토가 부른 오리온은 아르카디아의 왕 오이노피온의 딸 칸디오페를 사랑하지만, 그의 오만이 디아나를 불쾌하게 했다. 디아나의 신탁은 그가 칸디오페와 결혼하는 것을 금지하고 그의 영광과 죽음을 예언한다. 그는 칸디오페에게 애틋한 작별을 고하고 자신의 운명을 향해 나아간다. 디아나는 그에게 승리를 허락한 후 무대 밖에서 화살로 그를 죽인다. 다른 아리아에서는 그의 어머니 레트레아(테베의 여왕)가 그의 죽음을 애도하지만 궁극적으로 그가 하늘로 올려지는 것을 본다. 2002년 미국 작곡가 필립 글래스의 오페라 갈릴레오 갈릴레이에는 오리온과 메로페 사이의 오페라 안의 오페라 작품이 포함되어 있다. 오리온의 실명을 치유하는 햇빛은 현대 과학의 알레고리이다. 필립 글래스는 또한 오리온에 대한 더 짧은 작품을 썼고, 타케미츠 토오루, 카이야 사리아호, 그리고 존 캐스켄도 그랬다. 데이비드 베드포드의 20세기 후반 작품들은 신화적 인물보다는 별자리에 관한 것이다. 그는 아마추어 천문학자이다.
20세기 프랑스 시인 르네 샤르는 맹인이며 정욕에 찬 사냥꾼, 즉 추적자이자 동시에 추적당하는 존재를 핵심 상징으로 보았으며, 제임스 롤러는 그의 1978년 저서 "르네 샤르: 신화와 시"에서 이를 자세히 설명했다. 프랑스 소설가 클로드 시몽 역시 오리온을 작가 자신을 상징하는 적절한 존재로 보았으며, 1970년 그의 저서 《Orion aveugle》에서 이를 설명했다. 마리온 페레트는 오리온이 T. S. 엘리엇의 황무지 (1922)에서 침묵하는 연결고리라고 주장한다. 그는 정욕에 찬 악타이온/스위니를 맹인 테이레시아스와 연결하고, 시리우스를 통해 "인간의 친구"인 개와 연결한다.

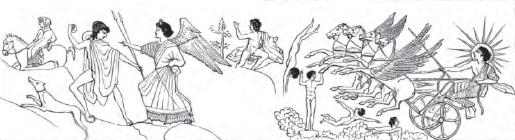
기원전 5세기 후반 그리스 도기 작품 블라카스 크라테르의 삽화는 떠오르는 태양과 다른 천문학적 인물에 대한 신화적 해석을 보여준다. 왼쪽의 큰 쌍은 케팔로스와 에오스이며, 케팔로스는 오리온자리 별자리의 형태로 나타나고, 그의 발 밑의 개는 시리우스를 나타낼 수 있다.

## 같이 보기
- 루드라
- 조반니 보카치오
- 티모시 간츠
- 로버트 그레이브스